# 京都府道・大阪府道54号園部能勢線
京都府道・大阪府道54号園部能勢線（きょうとふどう・おおさかふどう54ごう そのべのせせん）は、京都府南丹市から大阪府豊能郡能勢町に至る主要地方道に指定された京都府道・大阪府道である。
元々は京都府側が54号、大阪府側が3号と異なっていたが、1994年（平成6年）4月1日に大阪府側も54号へ統一された。
以来、大阪府道は3号が1桁唯一の欠番となっている。
大阪府道唯一の50番台。

## 概要

### 路線データ
- 起点 : 京都府南丹市園部町横田（国道477号交点）
- 終点 : 大阪府豊能郡能勢町栗栖（山辺口交差点、国道173号交点）

全長　33km。

## 歴史

### 年表
- 1976年（昭和51年）4月1日 - 建設省（当時）が、府道園部篠山線の一部、府道瑠璃渓公園線、府道土が畑丹波線の一部、府道天王亀岡線の一部、府道広野能勢線の一部を園部能勢線として主要地方道に指定[1]。
- 1977年（昭和52年）6月9日 - 京都府が主要地方道20号園部篠山線、一般地方道122号広野能勢線、一般地方道131号土ケ畑丹波線、一般地方道132号瑠璃渓公園線をそれぞれ廃止[2]し、園部能勢線（船井郡園部町 - 大阪府豊能郡能勢町）を府道路線認定。整理番号は主要地方道54[3]。

## 路線状況

### 重複区間
- 国道372号（南丹市園部町天引 地内）
- 京都府道731号天王亀岡線（亀岡市畑野町土ケ畑沢ノ上 - 亀岡市畑野町千ケ畑西山）

## 地理

### 通過する自治体
- 京都府
  - 南丹市 - 亀岡市
- 大阪府
  - 豊能郡能勢町

### 交差する道路
京都府
- 国道477号（南丹市園部町横田・横田交差点、起点）
- 京都府道453号大河内口八田線（南丹市園部町船阪・船阪交差点）
- 京都府道454号竹井室河原線（南丹市園部町竹井）
- 国道372号（南丹市園部町天引）
- 国道372号（南丹市園部町天引）
- 京都府道453号大河内口八田線（南丹市園部町大河内）
- 京都府道731号天王亀岡線（亀岡市畑野町土ケ畑沢ノ上 - 亀岡市畑野町千ケ畑西山）

大阪府
- 大阪府道732号亀岡能勢線（豊能郡能勢町宿野）
- 大阪府道104号宿野下田線（豊能郡能勢町宿野）
- 国道173号（豊能郡能勢町栗栖・山辺口交差点、終点）

### 沿線
- るり渓
- るり渓温泉
- 豊中市立少年自然の家